# 光年
光年（こうねん、英: light-year、独: Lichtjahr、記号 ly）は長さの非SI単位。
主に天文学分野で用いられ、約9.5兆キロメートル（正確に9460730472580800 m）だが、SI併用単位ではなく、日本の法定計量単位でもないので取引・証明に用いることはできない。「年」が付くが時間の単位ではない。

## 概要
1光年は、光が自由空間かつ重力場及び磁場の影響を受けない空間を1 ユリウス年（365.25 日 = 31557600 秒）の間に通過する長さである。真空中の光速度は正確に 299792458 m/s であるので、1光年は正確に 9460730472580800 m である。概数としては、約9.46×1015 メートル（約9.46 ペタメートル）である。

### 光年の換算
- 1 光年
- = 9460730472580800 m
- = 9460730472580.8 km
- = 約63241.077084266280 au
- = 約0.306601 pc（パーセク）

### 歴史的な値および不正確な値
距離の単位として、「光年」を初めて使用したのは、ドイツ人のオットー・エドゥアルト・ヴィンツェンツ・ウレである。ウレは1851年の著作、Deutsches Museum: Zeitschrift für Literatur, Kunst u. Öffentliches ..., Volume 1の中で、初めて「光年」（ドイツ語ではlichtjahre）を距離の単位として用いた。なお、フリードリヒ・ヴィルヘルム・ベッセルは1838年にはくちょう座61番星までの距離を、「光が1年間に通過する距離」の10.3倍（最新の観測では11.4光年）であることを見いだしたが、「光年」という単位を用いたわけではない。
国際天文学連合 (IAU) は1964年に定めた太陽年（ユリウス年とは異なる）と光速の実測値（定義値ではない）を天文定数体系に含めており、それを1968年から1983年まで使用していた。サイモン・ニューカムは、J1900.0の平均太陽年 31556925.9747 暦表秒と光速度 299792.5 km/s から1光年を 9.460530×1015 m と計算した（光速度の有効数字7桁で丸めている）。この値がいくつかの最近の文献にも記載されているが、おそらく1973年の有名な本を参照したものと思われ、この文献は2000年まで改版されていなかった。
他の高精度の値は一貫したIAU体系のみからでは導出できない。9.460536207×1015 m という不正確な値がいくつかの現代の文献に見られるが、平均グレゴリオ年365.2425 日（31556952 秒）と光速度の定義（299792458 m/s）を使って計算したものであろう。9.460528405×1015 m という不正確な値もあるが、これはJ1900.0の平均太陽年と光速度の定義を使って求めたものであろう。
現在では1光年の値は天文定数からは除外されている。

## 光年スケールの実際
光年は、銀河や恒星などの天体までの距離を表するのによく用いられる。キロメートル単位で表すと文字通り「天文学的数字」になるからである。
現在天文学では、恒星までの距離を示すときにはパーセクが用いられる。パーセクは、1天文単位動いたときの視差が1秒となる距離のことで、1パーセクは約3.26光年となる。パーセクは観測データから簡単に求めることができ、相互参照できることからよく用いられている。しかし、科学者以外の一般大衆の間では、直感的に理解しやすい「光年」の方が広く使われている。
1光年は約63241 天文単位である。光年で示されることの多い距離のものについては記事「1 E15 m」を参照のこと。
光年に関連して、光が1週間・1日間・1時間・1分間・1秒間に進む距離とし光週・光日・光時・光分・光秒という単位も定義できる。
- 1光週：1813144785984000 m
- 1光日：25902068371200 m
- 1光時：1079252848800 m
- 1光分：17987547480 m
- 1光秒：299792458 m

大まかな距離を表すのに1光年の12分の1の光月という単位も時折使われている。ただし、光月は月の時間間隔を定めていないので厳密な定義が存在しない。

## 光年の扱いに注意すべきこと
光年のように大きな単位で測られる距離の測定値を解釈する際には、かならず時間の経過を考慮する必要がある。
例えば地球からの距離が1光年の星を見る場合、見ている光はその星から1年前に発せられたものであるため、1年前に1光年の距離にあったその星をいま地球で見ていることになる。仮に、たった今その星が何らかの原因で消滅したとしても、地球からはその星の1年前の光しか見ることができないため、見かけ上は今後1年間は星がまだ存在しているように「見え」、1年後にやっと星が消滅したように「見える」。
大きな赤方偏移が観測されるような非常に遠方の天体の場合、例えば2014年現在最も遠い天体であるMACS0647-JDは赤方偏移 z = 10.7 の値を持ち、距離は 133 億 9200 万光年、ハッブルの法則により地球からは光速の 98.5% にあたる 295,444 km/s で後退しているように“見える”と計算される。しかし、これはこの天体から133 億 9200 万年前に発せられた光を元に計算されたみかけ上の値（このような距離を光行距離、英: Light-travel distance という）であり、実際はいま時点では 319 億 3900 万光年の距離（このような距離を共動距離、英: Comoving Distance という）にあり、後退速度は実光速の2倍以上にもなる 695,115 km/s である。このようなスケールでの後退速度は実際は計量自体の拡大速度であり、天体近くの局所慣性系における天体の運動は光速を超えない（光速不変の原理とは矛盾しない）。

## 「光年」を使った距離の表現事例
光年は恒星間の距離以上に用いる。
1000光年（約306.6パーセク）は "kly"(Kilo Light Year)と略記され、銀河の構造の寸法などを表記するのに用いる場合がある。
100万光年（約30万6600パーセク）は "Mly"(Mega Light Year)と略記され、銀河や銀河団までの距離を表記するのに用いる場合がある。
| 尺度 (ly) | 値（冪乗）       | 値               | 具体例 |
| --------- | ---------------- | ---------------- | --- |
| 10−9      | 40.4×10−9 ly     | 0.0000000404 ly  | 太陽光が月の表面で反射して地球の地表に届くまでに1.2秒から1.3秒かかる。月表面と地球表面の距離は平均すると約376300 kmである。約376300 km ÷ 299792458 m/s（光速） ≈ 1.255 光秒となる。                                                                |
| 10−6      | 15.8×10−6 ly     | 0.0000158 ly     | 1天文単位（au）（太陽と地球の距離）。光が太陽から地球まで進むには、8.3分かかる。つまり、太陽から地球までの距離（1天文単位）は8.3光分である。 |
| 10−3      | 3.2×10−3 ly      | 0.0032 ly        | 地球から最も遠くにある宇宙探査機であるボイジャー1号は、2009年7月12日現在、地球から15.22光時の距離にあり、次に遠いパイオニア10号は13.79光時の距離にある。ボイジャー1号が現在の速度を維持するなら、1光年の距離まで行くには18000 年かかる計算になる。 |
| 100       | 1.6×100 ly       | 1.6 ly           | オールトの雲の直径は約2光年である。内側の境界は50000 au、外側の境界は100000 auと推定されている。 |
| 100       | 2.0×100 ly       | 2 ly             | 太陽が重力的に支配している領域（ヒル球）の最外縁までの距離。125000 au。これより先が真の恒星間空間である。 |
| 100       | 4.22×100 ly      | 4.22 ly          | 太陽系から最も近い恒星であるプロキシマ・ケンタウリは、太陽から4.22光年の距離にある。 |
| 100       | 20×100 ly        | 20 ly            | 海や平均気温など、生命が存在しうる環境がある可能性を持つグリーゼ581cは、地球から20光年の距離にある。 |
| 103       | 26×103 ly        | 26000 ly         | 銀河系の銀河核までの距離は約26000 光年である。 |
| 103       | 100×103 ly       | 100000 ly        | 銀河系の直径は約10万光年である。 |
| 106       | 2.5×106 ly       | 2500000 ly       | アンドロメダ銀河までの距離は約250万光年である。 |
| 106       | 3.14×106 ly      | 3140000 ly       | さんかく座銀河（M33）までの距離は約314万光年で、裸眼で確認できる最も遠い天体である。 |
| 106       | 59×106 ly        | 59000 ly         | 最も近い銀河団であるおとめ座銀河団までの距離は約5900万光年である。 |
| 106       | (150–250)×106 ly | 150000–250000 ly | グレートウォールは1億5千万光年から2億5千万光年の距離にある（遠い方が最近の推定値）。 |
| 109       | 1×109 ly         | 1000 ly          | スローン・グレートウォール（グレートウォールとは別物）は約10億光年の距離にあると推定されている。 |
| 109       | 45.7×109 ly      | 45700000 ly      | 地球から観測可能な宇宙の果てまでの共動距離は約457億光年である。詳細は下記、および観測可能な宇宙を参照。 |

### 宇宙の大きさと光年の理解との関係
“観測可能な宇宙”の大きさは、この共動距離の理解からおよそ 457 億光年（14 ギガパーセク）とされているが、これは 宇宙マイクロ波背景放射（英: cosmic microwave background radiation、CMB）の赤方偏移の観測値 z = 1090 から計算される共動距離の値で、誕生してからおよそ 38 万年後の宇宙が膨張により移動して現在「在る」場所から、それを観測している現在の我々までの距離をいう（つまり、457 億年前の光をいま観察しているのでもないし、457 億光年離れた距離を計測できているわけでもない。観測できる宇宙の過去は宇宙が誕生した138億年前が限界である。{138 億年 - 38 万年}前の光を発した空間が「現在」は 457 億光年先にまで進んでいるという説明にすぎず、「457億年前」から「現在」までに「457億光年先のその空間」で何が起きたかを我々は知る術もない）。宇宙はもっと先にまで広がっているかもしれないが、「（理論の検証のための）観測ができない以上は考えても意味が無い（＝理論が証明できない）」とするのが現在の宇宙論の立場である。“観測可能な宇宙”は宇宙論の立場では我々を中心に置いたこの半径 457 億光年の球体内となり、この球面が宇宙論の立場での「宇宙の果て」「宇宙の大きさ」ということになる。CMB の観察結果よりも過去の宇宙の情報を知る手段で観測できるのであれば、“観測可能な宇宙”はさらに大きくなる。
逆説的だが、我々が現在観測している CMB の光は、赤方偏移から逆算すると共動距離で 3600 万光年しか進んでいないことになる（これも、3600 万年前の黒体放射を観測しているのではないし、3600 万光年の距離を実測できているわけでもない）。過去のそれより小さい距離（共動距離）で起きた事象を我々は観測できていない。
このように矛盾に思えるような光年スケールでの解釈は、宇宙の計量が拡大しているという事実と、有限である光速を使った光年を距離の単位に使うという事実の両方からくる非日常さゆえに理解が難しいとされることがある。

### 時間の単位であるとの誤解
「年」がついているが時間の単位ではなく距離の単位である。
人類は古代より移動手段がどれほど時間消費するかで距離を測ってきた。例えば魏志倭人伝に登場する黒歯国までの距離は「船行一年」、つまり船で航行した場合で1年間の時間が必要、と表現されていた。
そのほかにも散文的に「距離」と移動に（最低限）必要な「時間」を明確に区別しない例が見受けられる。
現代でも、山口百恵の「さよならの向う側」（作詞：阿木燿子）、THE YELLOW MONKEYの「BRILLIANT WORLD」（作詞：吉井和哉）などのように、時間を表す表現として「光年」を用いている楽曲がある。
日本の漫画やゲーム作品では、時間の単位と勘違いした誤用を笑いの種として用いる例がある。